# 埃克维伊
埃克维伊（法語：Ecquevilly，法語發音：[ɛkviji]）是法国伊夫林省的一个市镇，属于芒特拉若利区。

## 地理
埃克维伊（48°57'0"N, 1°55'17"E）面积11.27 平方千米，位于法国法蘭西島大區伊夫林省，该省份为法国北部内陆省份，北起瓦兹河谷省，西接厄尔省，西南接厄尔-卢瓦省，东南接埃松省，东临上塞纳省。
与埃克维伊接壤的市镇（或旧市镇、城区）包括：莱萨吕埃勒鲁瓦、巴兹蒙、布阿夫勒、沙佩、莫兰维利耶、萊米羅。

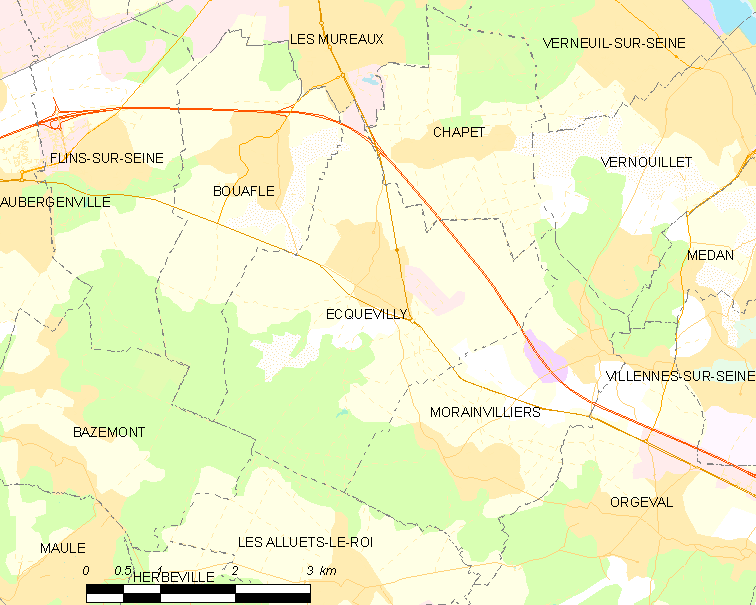
埃克维伊的OSM定位图

埃克维伊的时区为UTC+01:00、UTC+02:00（夏令时）。

## 行政
埃克维伊的邮政编码为78920，INSEE市镇编码为78206。

## 政治
埃克维伊所属的省级选区为莱米罗县。

## 人口

1962-2008年间埃克维伊人口变化图示

埃克维伊于2022年1月1日时的人口数量为4090人。